# Sterkobilin
Sterkobilin (auch Stercobilin) ist eines der Abbauprodukte des Hämoglobins. Sterkobilin ist mit für die braunrote Farbe des Kotes verantwortlich und entsteht durch Derivatisierung von Bilirubin. Aufgrund seiner Molekülstruktur gehört es zu den linearen Tetrapyrrolen (Gallenfarbstoffe).
Spezifischer ausgedrückt: Sterkobilin wird über den Kot ausgeschieden, wohingegen die weiter verarbeiteten Abbauprodukte des Hämoglobins, die über den Urin ausgeschieden werden, Urobilinogen bzw. Urobilin genannt werden.
Sterkobilin und Urobilin können als Marker für die biochemische Bestimmung der Fäkalienbelastung in Gewässern verwendet werden.
Die Aufklärung der Konstitution gelang dem 1909 geborenen Chemiker, Mediziner und Pharmakologen Hans Halbach, der ab 1953 an der Universität München lehrte und von 1954 bis 1970 als Direktor der Abteilung für Pharmakologie und Toxikologie der Weltgesundheitsorganisation in Genf wirkte.